# Саво Кадовић
Саво Кадовић (Шобајићи, код Даниловграда, 13. децембар 1921 — Купиново, код Даниловграда, јул 1944), учесник Народноослободилачке борбе и народни херој Југославије.

## Биографија
Рођен је 13.децембра 1921. године у селу Шобајићи, код Даниловграда. Основну школу завршио је у Барама Шумановића и остао код куће бавећи се земљорадњом. Члан Савеза комунистичке омладине Југославије (СКОЈ) постао је 1940. године.
Учесник Народноослободилачке борбе је од 1941. године. У Тринаестојулском устанку учествовао је у заузимању карабинијерске станице у Острогу, у борбама за ослобођење Даниловграда, а затим на Вељем Брду. Био је борац батаљона „Бијели Павле“. Учествовао је у бици за Пљевља, 1. децембра 1941. године. Члан Комунистичке партије Југославије (КПЈ) постао је почетком 1942. године.
Приликом формирања Пете пролетерске црногорске бригаде ступио је у њу као курир при Штабу бригаде. Учествовао је у бици на Сутјесци, где је по други пут био рањен. Почетком августа 1943, преживели борци са Сутјеске формирали су поновно Четврти батаљон Пете црногорске бригаде, у којем се налазио и Саво.
Код Никшића је у сукобу са четницима септембра 1943. био рањен у око. Након излечења је постављен за командира теренске чете у Вражегрмцима. У пролеће 1944. ступио је у Други батаљон Зетског одреда. Почетком јула 1944. постављен је за командира чете Одељења за заштиту народа (ОЗН) при Другој команди подручја.
Тешко је рањен крајем јула 1944. у борбама против четника у селу Купинову, код Даниловграда. После неколико дана умро је од последица рањавања.
Указом председника Федеративне Народне Републике Југославије Јосипа Броза Тита, 27. новембра 1953. године, проглашен је за народног хероја Југославије.